# Pseudopamera rubricata
Pseudopamera rubricata är en insektsart som först beskrevs av Barber 1921.  Pseudopamera rubricata ingår i släktet Pseudopamera och familjen Rhyparochromidae. Inga underarter finns listade i Catalogue of Life.